# Edvin Eduardo Vázquez
Edvin Eduardo Vázquez (ur. 16 października 1969) – gwatemalski zapaśnik. Olimpijczyk z Seulu 1988, gdzie odpadł w eliminacjach turnieju w obu stylach zapaśniczych w kategorii 52 kg. Szósty na mistrzostwach panamerykańskich w 1988 roku.